# MK 108
El MK 108 (Maschinekanone 108, "canó automàtic 108" en alemany) era un canó automàtic de 30 mm fabricat per Rheinmetall-Borsig durant la Segona Guerra Mundial para ser utilitzat en avions de combat de la Luftwaffe.

## Història
El MK 108 va ser fruit de la iniciativa privada de Rheinmetal-Borsig que va enviar el disseny al Reichsluftfahrtministerium el gener de 1940.
El desenvolupament va ser rebutjat pel general de la força aèria Ernst Udet, després d'una demostració del prototip. Va ser només després de la mort d'Udet el 1941 i la demanda d'una arma més potent per part dels pilots de caça va que es va reprendre el desenvolupament del MK 108. La necessitat d'una arma pesada amb un calibre de 30 mm també va ser més urgent perquè durant la guerra els bombarders enemics van augmentar de mida i la seva resistència al petits calibres va augmentar a causa del blindatge. A més, el fort foc defensiu dels bombarders enemics que operaven en grups tancats així com la introducció d'escortes amb un radi d'acció que els permetia de volar sobre el Reich com el North American P-51 nord-americà obligava als els avions de caça alemanys a dur a terme els seus atacs a la major velocitat possible. Com a objectiu preferent, els bombarders pesats només estaven dins del rang efectiu durant un moment molt curt i, inevitablement, només es podia disparar breument. Per tant, era més important augmentar el nombre de projectils i també augmentar el seu poder destructor.

Gràcies a les seves dimensions compactes, el MK 108 també es va poder instal·lar relativament fàcilment en avions de caça d'un sol motor i va substituir l' MG 151/20 com a canó automàtic a les versions /U4 del Bf 109G. El Rüstsatz /R2 es va instal·lar a la part inferior de les ales dels Focke-Wulf Fw 190-A-7 i A-8 usats per atacar els bombarders.
Els primers MK 108 es van instal·lar al Bf 109 G-6/U4 com a canó automàtic el juny de 1943 i van ser utilitzats per la Luftwaffe fins al final de la guerra el 1945. Va servir com a armament per al Messerschmitt Me 262.

## Munició
El canó automàtic feia servir la munició 30x90 RB especialment dissenyada per a ell, la seva beina era d'acer en comptes de llautó com era comú en les altres municions. Se'n van desenvolupar diversos tipus, incloent-ne de pràctiques, Panzerbrechende (antiblindatge) Minengeschoß (explosius) i incendiaris.

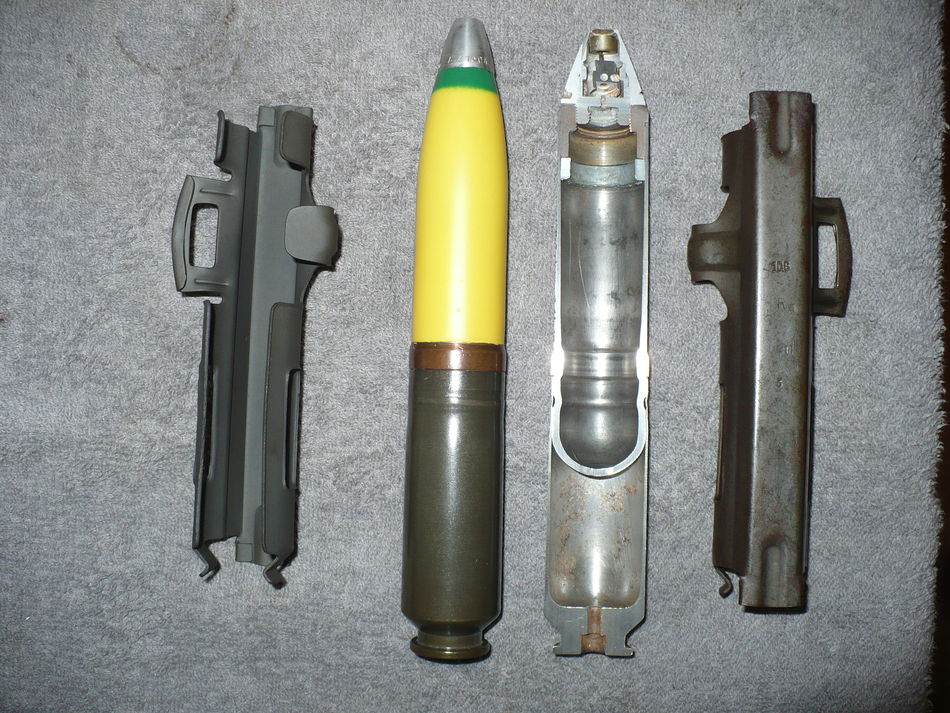
Munició de 30 mm

## Funcionament
El MK 108 funcionava seguint el principi de l' Advanced Primer Ignition Blowback, en que s'utilitza el moviment endavant del forrellat en lloc d'un mecanisme de bloqueig per evitar una obertura prematura de la recambra. Quan el MK 108 està a punt per disparar, el forrellat i la molla principal es mantenen a la part posterior del canó, la molla sota una tensió considerable. Quan es prem el disparador, es deixen anar i es mouen cap endavant a una gran velocitat. L'ungla extractora del forrellat agafa un cartutx del carregador i aquest l'introdueix dins la recambra, però en lloc d'aturar-se i que una agulla percuteixi sobre la cara posterior del cartux, el segueix entrant a la recambra, que és més llarga en aquests canons per acomodar aquesta maniobra. També s'utilitza una baina de cartutx amb una vora rebaixada, de manera que l'ungla de l'extractor pugui enganxar-se per sobre de la vora i seguir entrant dins de la recambra.

Cicle del forrellat del MK 108
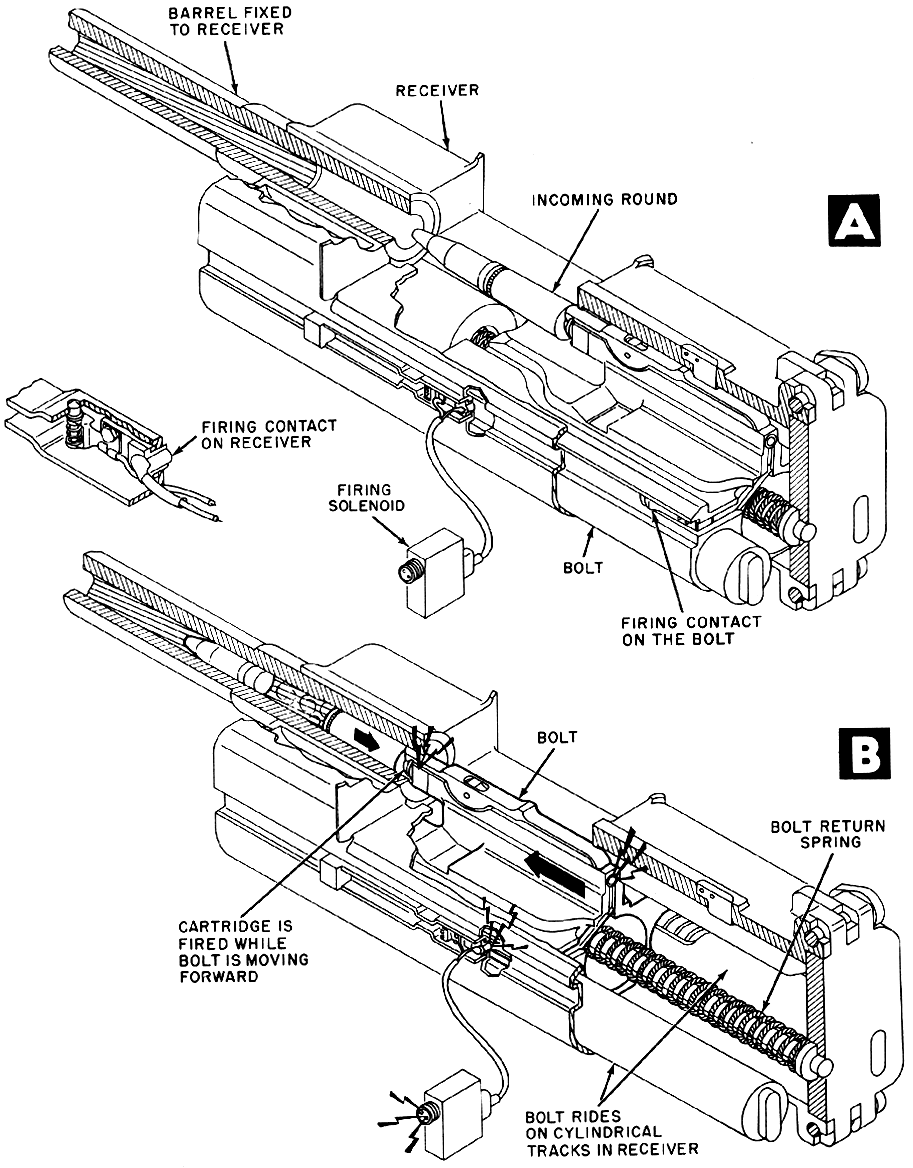
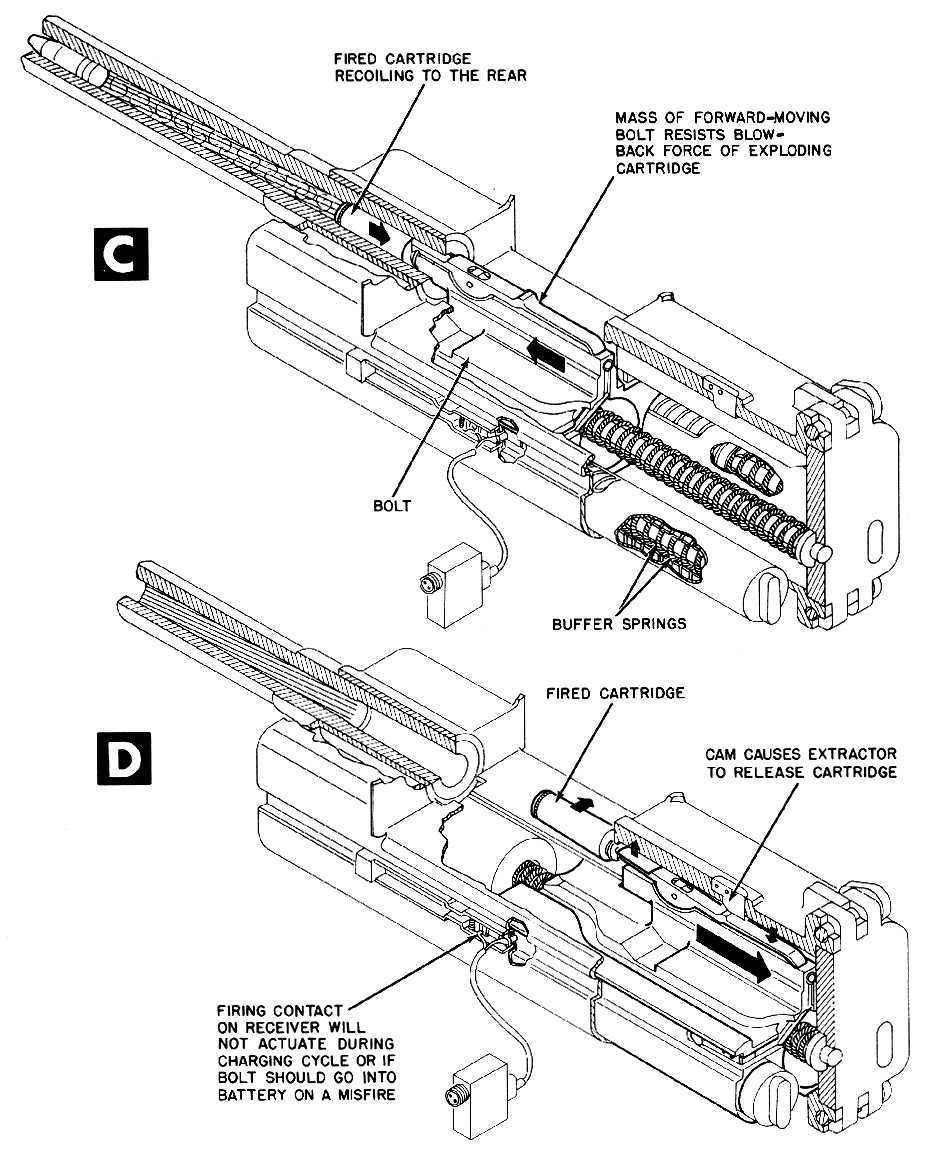

Cicle d'alimentació del MK 108
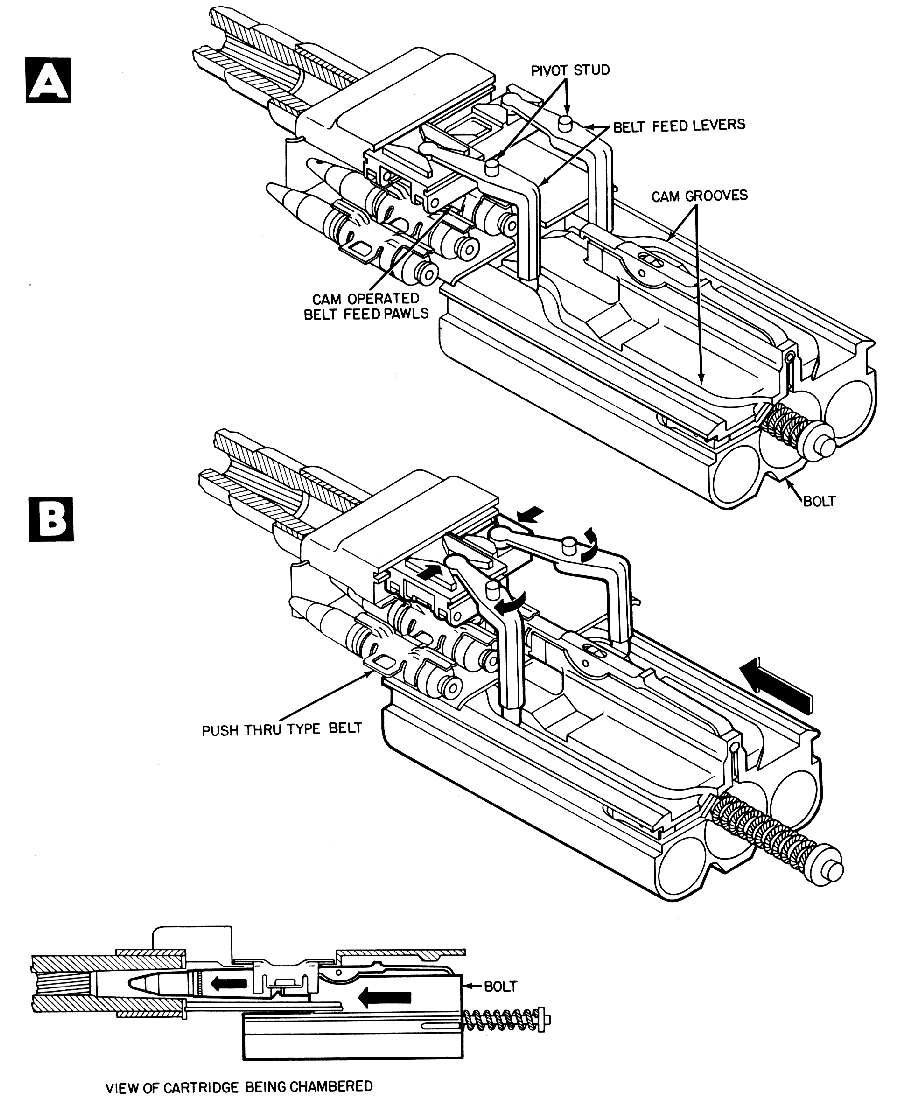
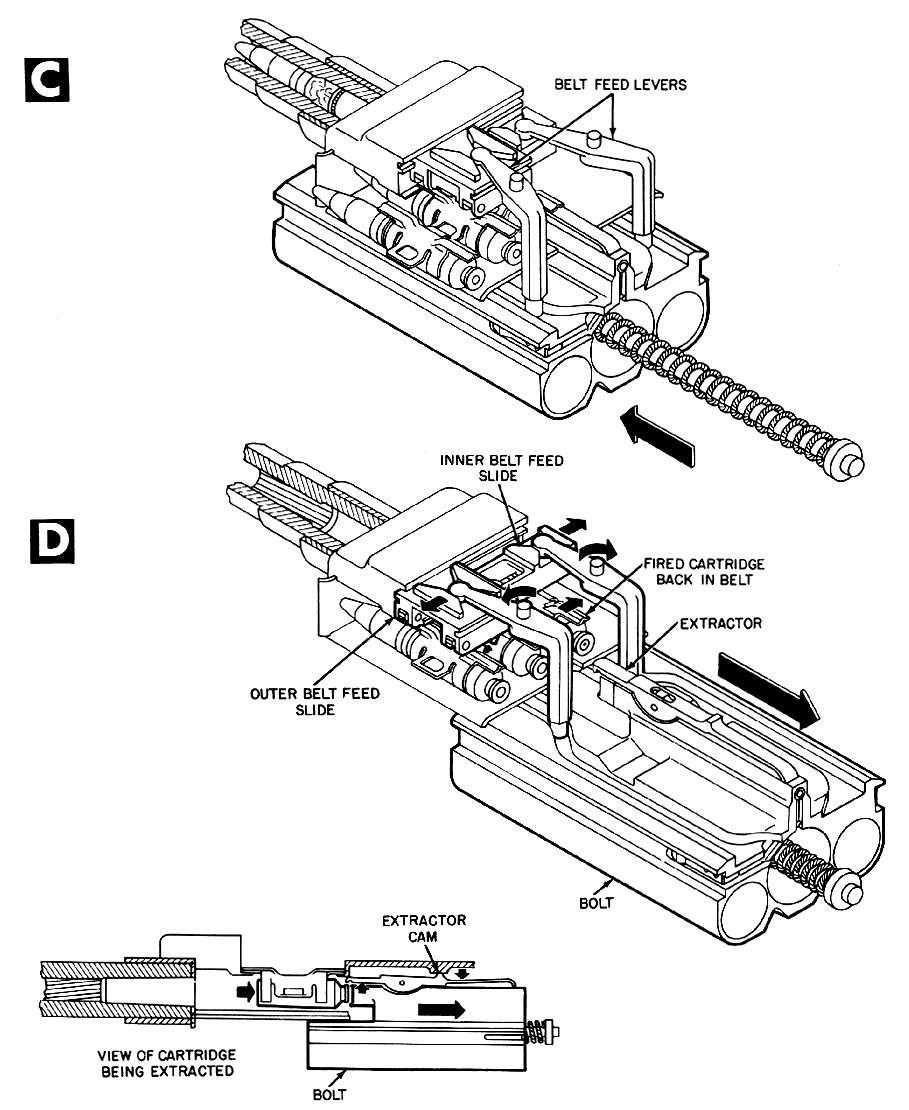

El tret és cronometrat de manera que el projectil encara avança quan s'encén el propulsor i surt la bala. Els gasos en expansió del projectil disparat aturen el moviment cap endavant del forrellat i, a continuació, inverteixen el seu moviment. La característica clau del sistema APIB és que, com que la resistència a causa del pes del forrellat i de la molla es complementa amb l'impuls considerable del forrellat cap endavant, els gasos propulsors es troben al canó per uns microsegons crítics i el projectil haurà tingut temps per sortit pel canó, permetent que el gas escapi cap endavant i reduint la pressió de la cambra a un nivell segur abans que el forrellat surti de l'extrem oposat expulsant-ne la beina buida. El MK 108 té una excepció significativa: en lloc de simplement expulsar la beina del cartutx gastat, el 108 el torna a inserir en l'enllaç buit de la cinta de munició. El forrellat continua cap enrere, comprimint la molla principal. Quan la molla està totalment comprimida, comença a expandir-se cap endavant, invertint el moviment del forrellat i tornant a renovar el cicle. Mentrestant per l'acció d'unes molles la cinta de munició es mou presentant un projectil nou. El segment on hi ha el cartutx disparat es mou, es desenganxa de la cinta de munició i els dos són expulsats. Aquesta seqüència es repeteix fins que es deixa de premer el disparador o s'esgota la munició.
El disseny APIB fa pràctic l'ús de municions molt més potents que les que s'usen en un que operi en el principi de retrocés simple, però la longitud i la velocitat del moviment del forrellat dins de la cambra estan limitades per les tensions realitzades sobre la caixa pel moviment lliscant, que es produeix sota l'alta pressió dels gasos. Per mantenir-los dins dels límits, el forrellat ha de ser gruixut per absorbir la pressió, o el canó ha de ser curt per limitar la durada de l'alta pressió dins del canó. El problema operatiu és que un forrellat pesat redueix la cadència de tir mentre que un canó curt redueix el rendiment balístic. Els dissenyadors del MK 108 van optar per una elevada cadència de foc i així van utilitzar un forrellat relativament lleuger, acceptant un rendiment balístic reduït a causa de la necessitat corresponent d'un canó curt. Com a resultat, el MK 108 tenia una velocitat de boca de només 540 m/s, enfront dels 850 m / s del MG 151/20. i un abast més reduït. Els pilots ho solucionaven fent que els trets convergissin a uns 100 metres.
Una altra característica significativa és que, en el sistema APIB, el cicle comença amb el forrellat obert, cosa que impedeix que un canó automàtic que utilitza el principi APIB es sincronitzi amb precisió amb l'hèlix d'un avió.